# Dietmar Gaiser
Dietmar Gaiser (* 1943 in Mainburg, Niederbayern) ist ein deutscher Journalist.

## Berufliche Tätigkeit
Gaiser lernte den Beruf des Journalisten als Volontär beim Main-Echo in Aschaffenburg und ging anschließend in die Wirtschaftsredaktion der Allgäuer Zeitung (damals noch als Der Allgäuer) in Kempten. Er wechselte ins Politikressort, dessen stellvertretender Leiter er später wurde. 1967 ging er als freier Korrespondent nach Vietnam und berichtete für deutsche Medien aus dem eskalierenden Vietnamkrieg.
Im folgenden Jahr übernahm er den Posten des stellvertretenden Ressortleiters Nachrichten bei der Münchner Zeitung tz und leitete später deren Redaktion Vermischtes und Medien. 1972 ging er als stellvertretender Leiter der Lokalredaktion zur Abendzeitung, wo er unter anderem mit der Kolumne Bürgeranwalt Betroffenen ein Forum gab, in dem sie sich an Behörden und Politik wenden konnten. 1974 wechselte er zum Fernsehen des Bayerischen Rundfunks, für das er bis zu seiner Pensionierung 2005 arbeitete. Gaiser begann als Redakteur des Ressorts Aktuelles, wo er für die Hauptnachrichtensendung Abendschau sowie weitere Nachrichtenformate arbeitete. Später wechselte Gaiser vor die Kamera und moderierte die Abendschau aktuell, Samstagsclub, Stichworte, Direkter Draht, Kunst und Krempel sowie mehrere Interview-Formate.
1988 übernahm er die Leitung der Redaktion Bürgersendungen und zugleich die Moderation von Jetzt red i und Bürgerforum live – zwei Sendungen, in denen sich Bürger einer Gemeinde vor laufender Kamera mit verschiedenen Themen und Problemen an die immer anwesenden Lokalpolitiker wenden können (Jetzt red i) oder zu einem aktuellen vor Ort relevanten Thema mit Politikern und Experten diskutieren können (Bürgerforum live). Bei Jetzt red i werden die vorgetragenen Fragestellungen später den zuständigen Mitgliedern der Bayerischen Staatsregierung vorgelegt, die in einer im Studio inszenierten Runde dazu Stellung nehmen und Abhilfe anbieten können. Von 1988 bis 2005 moderierte er Jetzt red i über 400 Mal und mehr als 220 Sendungen Bürgerforum live.

„‚Schöner als professionell herausgearbeitete Erfolge sind menschliche Hilfeleistungen‘, meint Dietmar Gaiser, der für diese und andere Sendungen unlängst das Bundesverdienstkreuz am Bande erhielt. Da bedankt sich bei ihm eine gelähmte Frau, der über seine Sendung dazu verholfen wurde, Spezialpapier für einen ganz bestimmten Drucker zu erhalten, über den sie mit der Umwelt kommunizieren konnte. Dort schreibt ein Mädchen, daß der Schulbus jetzt auch vor seinem Einödhof hält und es nicht mehr gar so weit zu Fuß in die Schule laufen muß. Gaiser: ‚Das sind Erfolge, die zählen.‘“

In den Jahren 2003 und 2004 moderierte Gaiser auch den traditionell live übertragenen Anstich des ersten Fasses auf dem Oktoberfest.

## Lehrtätigkeit
- Dozent an der Deutschen Journalistenschule, München,
- Gastreferent an der Hochschule für Fernsehen und Film, München
- 2003/2004 Lehrbeauftragter im Fach Kommunikationswissenschaft an der Universität Augsburg

## Auszeichnungen
- 1999: Bundesverdienstkreuz
- 2007: Bayerischer Verdienstorden
- 2012: Wirth-Preis der Akademie für Neue Medien[2]